# Gustavo Restrepo (athlétisme)
Pour les articles homonymes, voir Gustavo Restrepo et Restrepo.
Gustavo Restrepo Baena (né le 27 juillet 1982 à El Cairo) est un athlète colombien, spécialiste de la marche.
Son meilleur temps sur 20 km marche est de 1 h 22 min 1 s (Lima, le 7 mai 2005) même s'il a réalisé sur 20 000 m, le record national de 1 h 20 min 36 s 6 à Buenos Aires en 2011, pour remporter la médaille d'argent aux Championnats d'Amérique du Sud.
Il a participé à quatre Coupes du monde de marche, celles de Naumburg (48e), La Corogne (19e), Tchéboksary (62e) et Chihuahua (9e).

## Biographie

### Palmarès
| Date | Compétition                              | Lieu           | Résultat | Épreuve         | Performance       |
| ---- | ---------------------------------------- | -------------- | -------- | --------------- | ----------------- |
| 2006 | Championnats d'Amérique du Sud           | Tunja          | 1er      | 20 000 m marche | 1 h 28 min 12 s   |
| 2007 | Jeux panaméricains                       | Rio de Janeiro | 3e       | 20 km marche    | 1 h 24 min 51 s   |
| 2010 | Jeux d'Amérique centrale et des Caraïbes | Mayagüez       | 3e       | 20 km marche    | 1 h 22 min 56 s   |
| 2011 | Championnats d'Amérique du Sud           | Buenos Aires   | 2e       | 20 000 m marche | 1 h 20 min 36 s 6 |